# Howard Twilley
Howard Twilley (Houston, 25 de dezembro de 1943 – 5 de fevereiro de 2025) foi um jogador profissional de futebol americano estadunidense.

## Carreira
Howard Twilley foi campeão da temporada de 1973 da National Football League jogando pelo Miami Dolphins.